# 南川牛奶子
南川牛奶子（学名：Elaeagnus nanchuanensis）为胡颓子科胡颓子属下的一个种。

## 扩展阅读
- 維基物種上的相關：南川牛奶子